# Fusconaia cor
Fusconaia cor är en musselart som först beskrevs av Conrad 1834.  Fusconaia cor ingår i släktet Fusconaia och familjen målarmusslor. IUCN kategoriserar arten globalt som akut hotad. Inga underarter finns listade i Catalogue of Life.